# Red Cedar
Red Cedar – miasto w Stanach Zjednoczonych, w stanie Wisconsin, w hrabstwie Dunn.